# Jorge Ben Jor
Jorge Duílio Lima Meneses (Rio de Janeiro, 22 de març de 1939), conegut artísticament com Jorge Ben, Jorge Benjor i Jorge Ben Jor en diferents fases, és un cantautor brasiler. L'any 2008, l'edició brasilera de la revista Rolling Stone el va nomenar el cinquè artista més gran de la història de la música nacional.
Ha conformat el seu estil artístic amb la barreja de diversos elements, com rock and roll, samba,  bossa nova, jazz, maracatu, funk, ska i fins i tot hip hop, amb lletres que barregen humor i sàtira, així com temes esotèrics. El treball de Jorge Ben té una importància única per a música brasilera, ja que incorpora nous elements en el ritme i la manera de tocar la guitarra, amb característiques del rock, soul i funk nord-americà. A més, va aportar influències àrabs i africanes, procedents de la seva mare, nascuda a Etiòpia.
Va influir en el naixement de subestils com el sambalanço i samba-rock i ha rebut versions i tributs per part de nombrosos exponents de les noves generacions, com Mundo Livre S/A, Os Paralamas do Sucesso, Skank, Fernanda Abreu, Racionais MC's. La popularitat de Jorge Ben Jor va esclatar amb la cançó Mas que Nada i, poc després, va ratificar el seu talent amb un altre gran èxit, Chove Chuva.

## Infància i adolescència
Nascut al barri de Madureira, però criat a Rio Comprido, és fill d'Augusto Menezes i de l'etíop Silvia Saint Ben Lima. Jorge Ben volia ser futbolista i es va incorporar als equips inferiors del Flamengo, però va acabar seguint el camí de la música. També va assistir al Seminari São José de Rio de Janeiro durant dos anys, on va aprendre llatí i cant gregorià, però no va seguir la carrera al sacerdoci catòlic. Va rebre el seu primer pandeiro als tretze anys i, dos anys més tard, ja incorporar-se al cor de l'església. També va participar com a pandeirista en blocos de carnaval. Als divuit anys, va rebre una guitarra de la seva mare i va començar a actuar en festes i discoteques, tocant bossa nova i rock and roll. En aquella primera etapa se'l coneixia com Babulina, una deformació de la pronunciació brasilera del rockabilly Bop-A-Lena de Ronnie Self (Tim Maia també va ser conegut per aquest sobrenom, pel mateix motiu). Quan va iniciar-se professionalment en la música, la bossa nova havia traspassat les fronteres brasileres i era coneguda per tot el món. Com la majoria dels músics del país d'aquella època, la seva primera influència va ser João Gilberto, però, ja des del principi, va crear un estil innovador. Altres influències inclouen el sambalanço d'Orlandivo, el baion de Luiz Gonzaga i el rock de Little Richard.

## Carrera

### L'inici amb l'èxit deMas que Nada
A principis dels anys 60 va actuar al Beco das Garrafas, un carreró ple de bars a Copacabana, que es va convertir en un dels reductes de la bossa nova. L'any 1963 va pujar a l'escenari i va cantar Mas que Nada —que ja havia enregistrat com a vocalista del conjunt de l'organista Zé Maria. Entre el públic hi havia un executiu de la discogràfica Philips, que va córrer a contractar-lo. Dos mesos després, es va publicar el primer senzill de Jorge Ben, que incloïa Por Causa de Você Menina en la cara B. El mateix any, va editar el primer LP, Samba Esquema Novo, acompanyat del grup de samba jazz Meirelles e os Copa Cinco.
La nova proposta musical de Jorge Ben va ser batejada com samba-rock, i va fer-se amb el reconeixement unànime tant dels crítics musicals com d'un ampli ventall de músics, de la bossa nova a la Jovem Guarda. Mas que Nada va ser el seu primer gran èxit al Brasil i també és una de les cançons en portuguès més interpretades als Estats Units, seguint l'estela de Garota de Ipanema. La versió més coneguda d'aquest tema va ser la de Sérgio Mendes; i també ha sigut adaptada per artistes diversos com Ella Fitzgerald, Dizzy Gillespie, Al Jarreau, Herb Alpert, José Feliciano, Trini Lopez, Belle & Sebastian, Coldplay, Black Eyed Peas o Red Hot Chili Peppers.

### Era de Festivals i fase experimental

1972

El 1968, Jorge Ben va ser convidat al programa Divino, Maravilhoso que Caetano Veloso i Gilberto Gil van presentar a TV Tupi. També va participar en O Fino da Bossa (encapçalat per Elis Regina i Jair Rodrigues) i Jovem Guarda (amb Roberto Carlos, Erasmo Carlos i Wanderléa). En aquesta època, Jorge Ben va tenir un enorme èxit amb les cançons Cadê Tereza? , País Tropical, O Telefone, Os Alquimistas estão chegando, Jorge de Capadócia, Menina Mulher da Pele Preta i Que Maravilha. També va competir amb Charles, Anjo 45 al Festival Internacional de la Cançó, a TV Globo, el 1969. El 1972 va resultar vencedor del certamen amb Fio Maravilha, interpretada per Maria Alcina.
Encara a la dècada de 1970, Jorge Ben va publicar àlbums més esotèrics i experimentals, com A Tábua de Esmeralda (1974), Solta o Pavão (1975) i África Brasil (1976). Encara que no van tenir el mateix èxit comercial, aquests àlbums són, avui dia, considerats clàssics de la música brasilera.
L'any 1979, l'anglès Rod Stewart va llançar el hit Da Ya Think I'm Sexy?. A continuació, va obrir-se una batalla legal entre els dos cantants, doncs Jorge Ben considerava que la tornada de Stewart tenia la mateixa base que la seva cançó Taj Mahal. El londinenc va reconèixer el plagi i va cedir els drets al brasiler i a Unicef.

### Canvi de nom i fase pop
En la dècada següent, Jorge Ben es va dedicar a promocionar la seva música a l'estranger. El 1989, va canviar el seu nom artístic a Jorge Benjor, modificant poc després per Jorge Ben Jor. Aleshores s'especulava que el canvi s'havia produït per la numerologia, però el que és més plausible és que es va produir per evitar confusions amb l'estatunidenc George Benson, ja que Jorge Ben començava a ser molt conegut als Estats Units al el temps.
En aquesta nova etapa, la seva música esdevé més pop, encara que mantenint un cert groove . Afirma que va començar a utilitzar la guitarra elèctrica perquè facilitar l'acústica als seus concerts. La seva cançó W/Brasil (Chama o Síndico) va arribar a les pistes de ball el 1993, convertint-se en una autèntica sensació al Brasil. La cançó també és un homenatge al cantant Tim Maia. El show que Ben Jor va donar la nit de cap d'any de 1993 va entrar en el Llibre Guinness com el concert amb major nombre d'espectadors de la història, amb 3 milions de persones reunides a la platja de Copacabana.
L'any 2004, Jorge Ben Jor va publicar Reactivus Amor Est (Turba Philosophorum), el primer disc amb cançons noves des de 1995.

## Discografia
| Àlbums d'estudi | En directe | Recopilacions |
| --- | --- | --- |

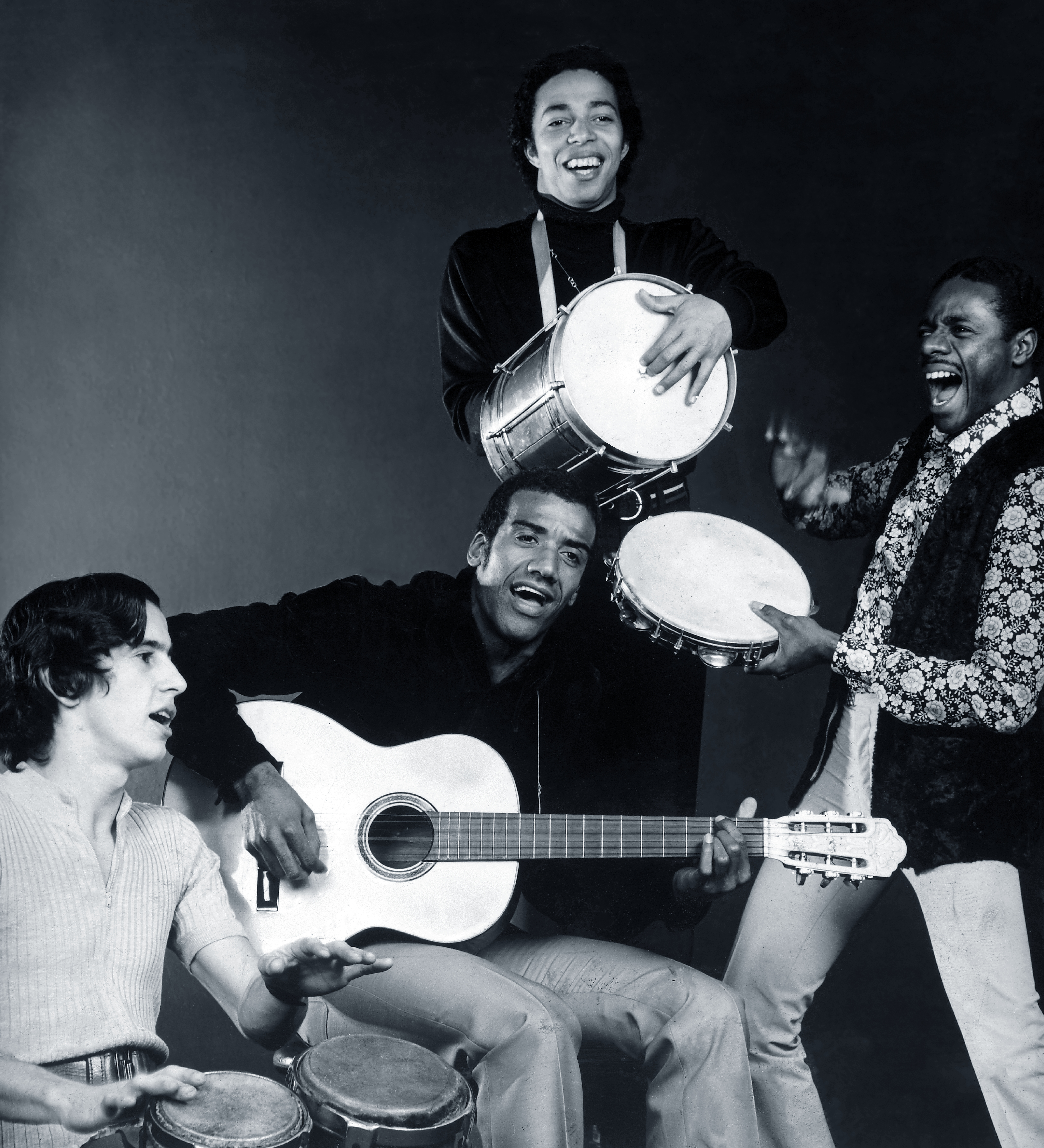
Amb el Trio Mocotó, 1971.

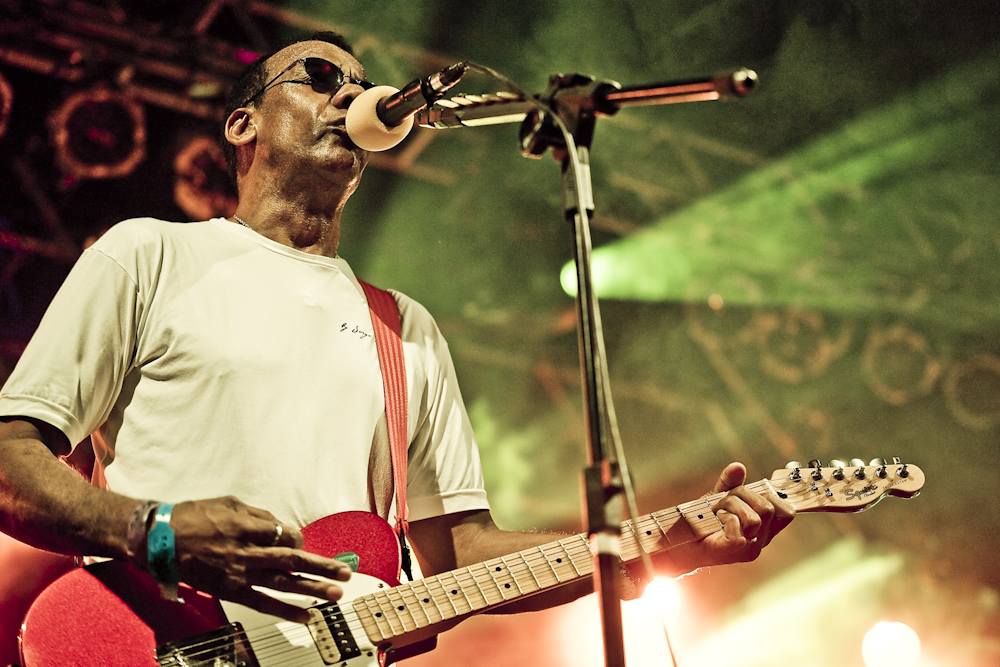
En concert, 2010.

| - 1963 - Samba Esquema Novo - 1964 - Sacundin Ben Samba - 1964 - Ben É Samba Bom - 1965 - Big Ben - 1967 - O Bidú: Silêncio no Brooklin - 1969 - Jorge Ben - 1970 - Força Bruta - 1971 - Negro É Lindo - 1972 - Ben - 1973 - 10 Anos Depois - 1974 - A Tábua de Esmeralda - 1975 - Gil & Jorge: Ogum, Xangô - 1975 - Solta o Pavão - 1976 - África Brasil - 1977 - Tropical - 1978 - A Banda do Zé Pretinho - 1979 - Salve Simpatia - 1980 - Alô Alô, Como Vai? - 1981 - Bem-vinda Amizade - 1983 - Dádiva - 1984 - Sonsual - 1986 - Ben Brasil - 1989 - Ben Jor - 1993 - 23 - 1995 - Homo Sapiens - 2004 - Reactivus Amor Est (Turba Philosophorum) - 2007 - Recuerdos de Asunción 443 | - 1972 - On Stage - 1975 - Jorge Ben à l'Olympia - 1982 - Energia - 1991 - Ao Vivo no Rio - 2002 - Acústico MTV - 2005 - Phono 73 – O canto de um povo - 2007 - Coisa de Jorge | - 1993 - Grandes Mestres da MPB - 1993 - Grandes Mestres da MPB Vol. 2 - 1993 - E-Collection - 1993 - Música! - 1996 - Obras-Primas - 2000 - Puro Suingue - 2001 - Jorge Ben Jor Sem Limite - 2006 - Football & Samba Groove Association - 2015 - Alô Alô Jorge Ben Jor - 2015 - iCollection - 2015 - A Arte de Jorge Ben Jor |